# Schukau Barok

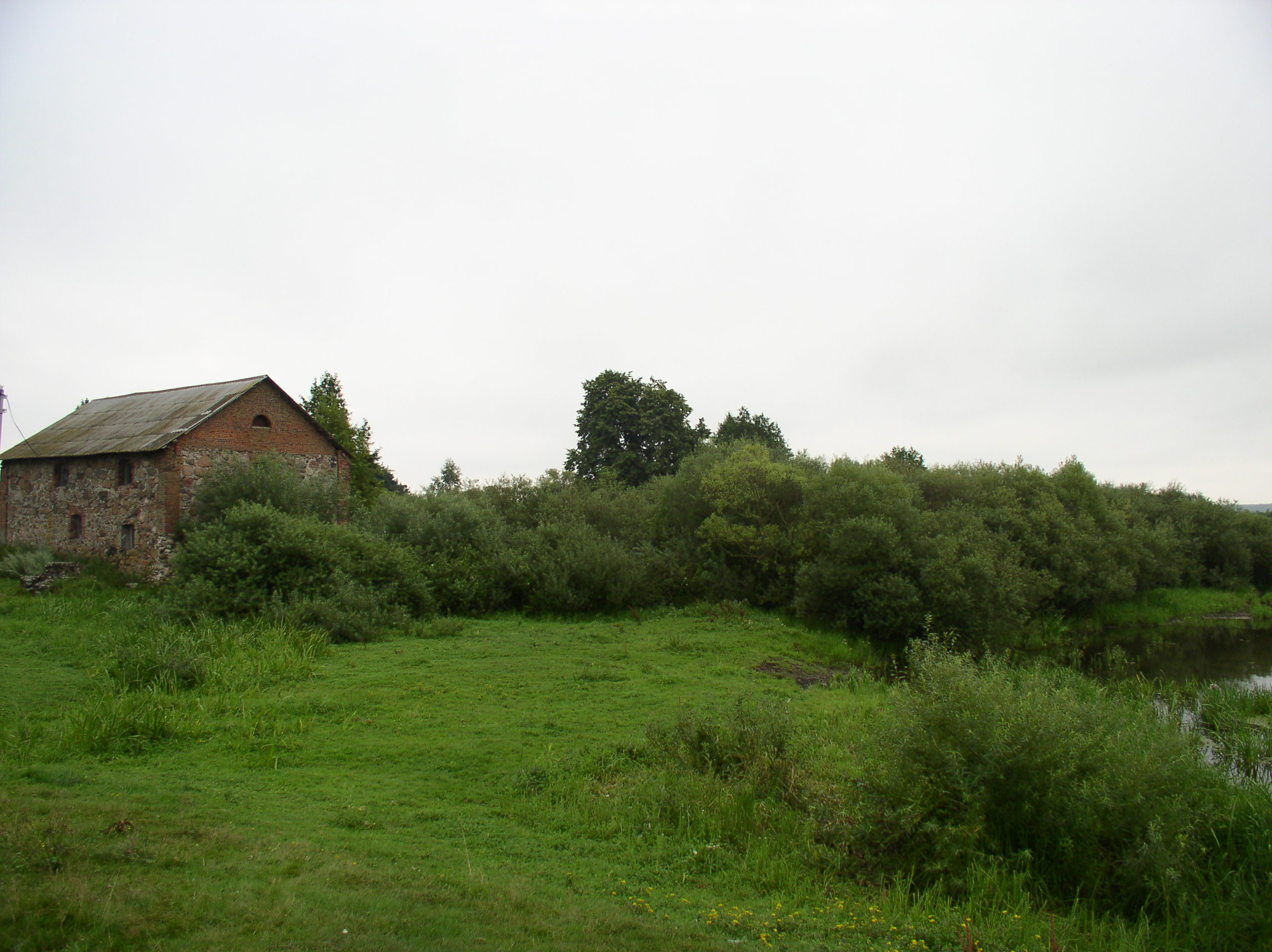
Das Gebäude der alten Wassermühle

Schukau Barok (belarussisch Жукаў Барок, russisch Жуков Борок) ist ein Dorf im Rajon Stoubzy in der Minskaja Woblasz in Belarus. Das Dorf liegt am rechten Ufer des Flusses Memel, etwa siebzehn Kilometer von Stoubzy entfernt. Die Gemarkung gehörte bis 2013 zum Selsawet Atales und ist nach dessen Auflösung Teil des Schaschkouski Selsawet.
Der Ort wurde erstmals im Jahre 1510 urkundlich erwähnt.
In Schukau Barok befindet sich ein Gedenkstein für die aus der Region stammenden Philosophen Salomon Maimon und Jusefa Kodsis und die Dichter Władysław Syrokomla, Winzes Karatynski und Adam Plug.